# Diabolici
 (mars 2018).
Si vous disposez d'ouvrages ou d'articles de référence ou si vous connaissez des sites web de qualité traitant du thème abordé ici, merci de compléter l'article en donnant les références utiles à sa vérifiabilité et en les liant à la section « Notes et références ».

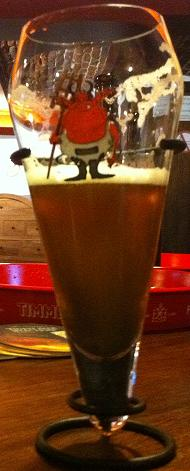
Verre de Diabolici

La Diabolici est une bière blonde belge de fermentation haute brassée à Genval en Brabant wallon, à la brasserie John Martin SA. La teneur en alcool s'élève à 8 % Vol. Alc. Cette triple fait partie de la Martin's Finest Beer Selection depuis 2011.